# Nganani
Nganani è una circoscrizione mista (mixed ward) della Tanzania situata nel distretto di Kusini, regione di Zanzibar Centro-Sud. Conta una popolazione di 2 050 abitanti (censimento 2012).